# Vlnáč Argus
Vlnáč Argus (Henosepilachna argus) je fytofágní druh brouka z čeledi slunéčkovitých (Coccinellidae). Larvy i dospělci tohoto druhu okusují listy rostlin z čeledi tykvovitých (Cucurbitaceae).

## Popis
Délka těla tohoto druhu se pohybuje v rozmezí 5–7 mm. Tělo je oranžové s 11 černými skvrnami, nohy jsou také oranžové. Na krovkách jsou krátké chlupy. Čtvrtý instar larvy je světle žlutý s černými rozvětvenými trny.

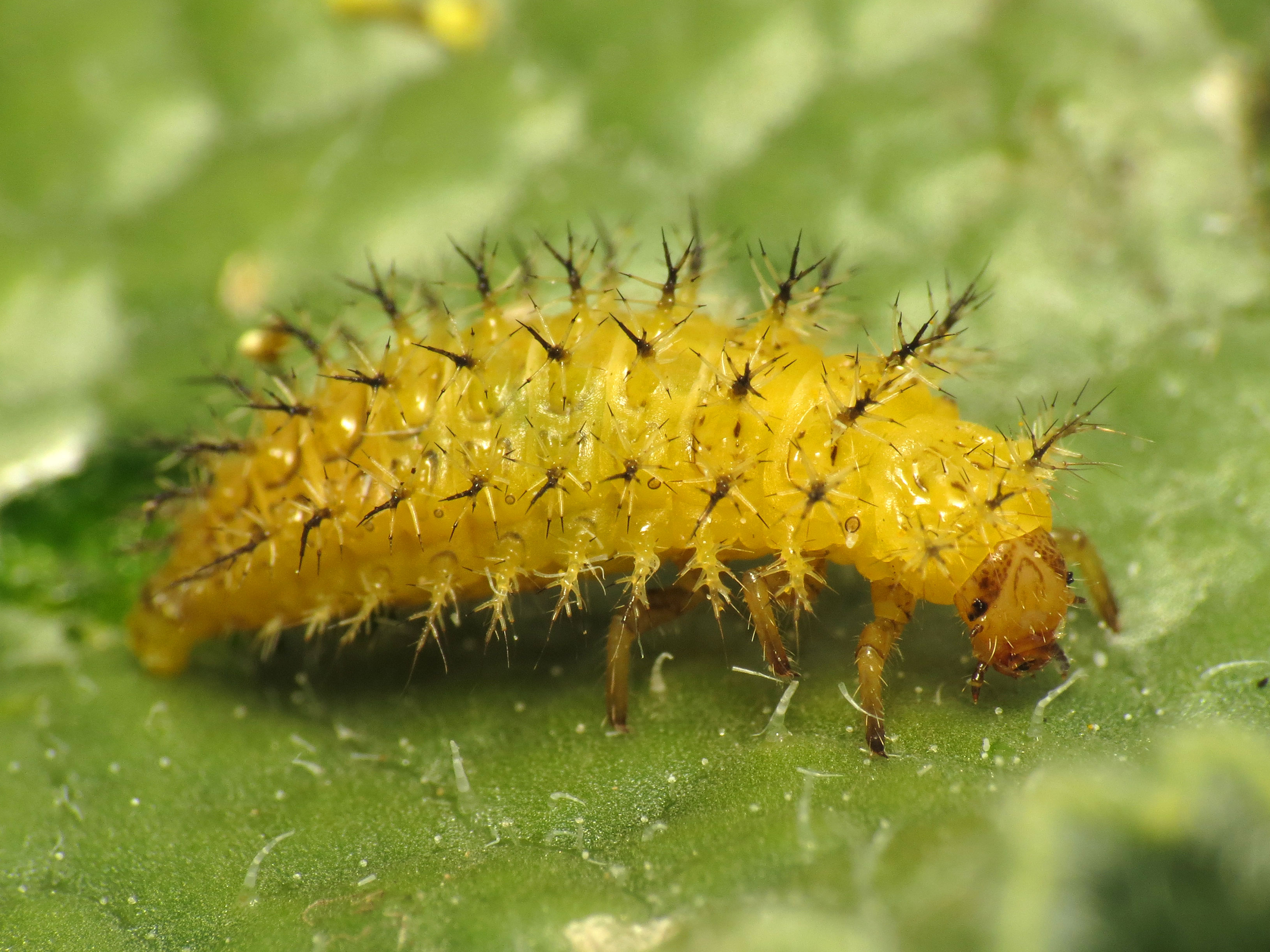
Larva
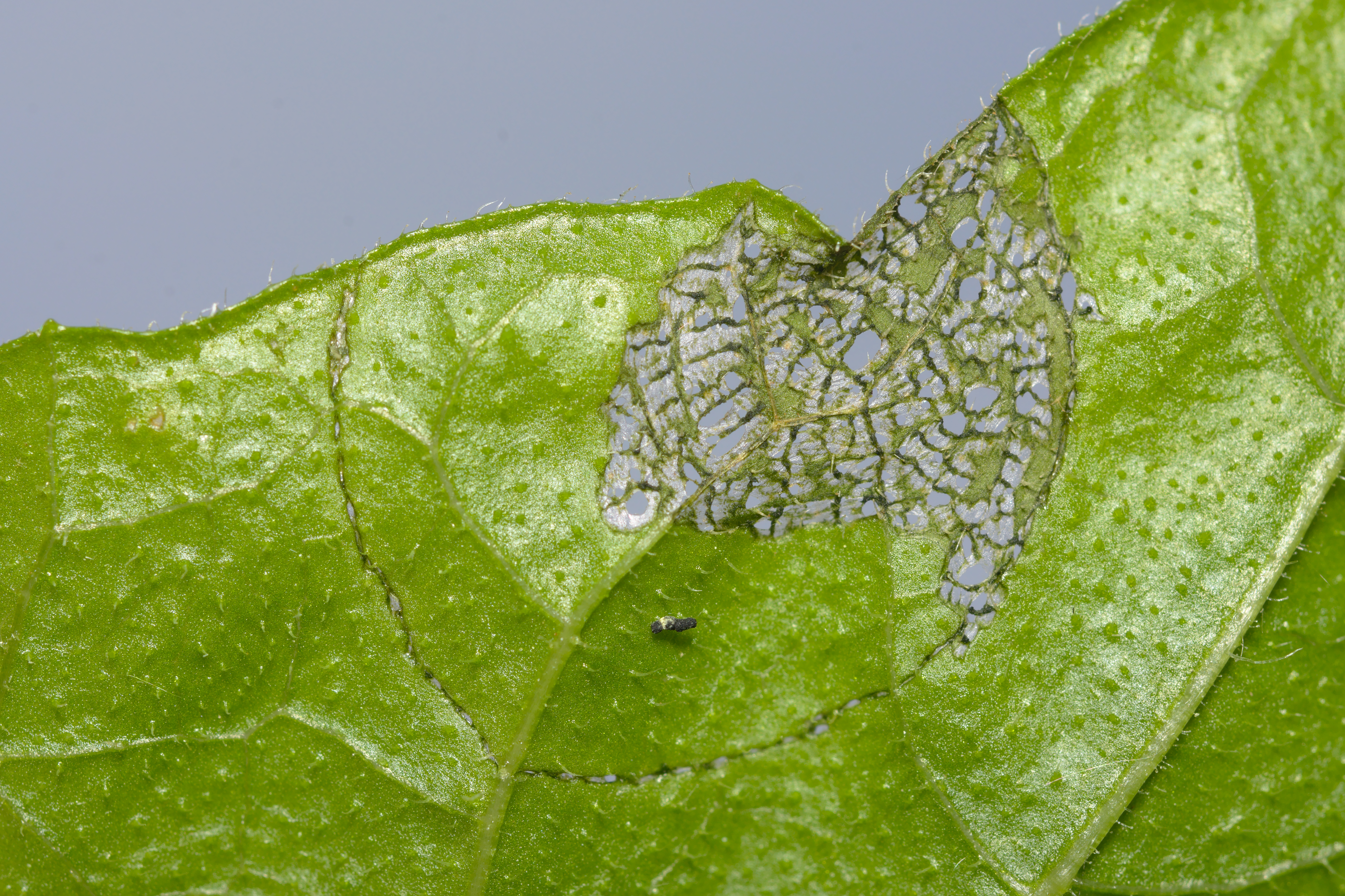
Okus listu

## Výskyt
Vlnáč Argus se vyskytuje v téměř celé Evropě včetně Česka. Jeho výskyt byl zaznamenán také v Maroku. Mezi jeho typická stanoviště patří zahrady, parky nebo pastviny.